# Georg I. (Lavant)
Georg I. (* vor 1483; † 1486) war Bischof von Lavant.
Georg wurde durch den Salzburger Erzbischof Johann Beckenschlager zum Bischof von Lavant ernannt. Aufgrund der Ungarnkriege zwischen Kaiser Friedrich III. und König Matthias Corvinus konnte er nie Besitz von seiner Diözese nehmen und starb vorher. Er dürfte auch kein großes Interesse gehabt haben, das im Kriegsgebiet liegende Bistum zu übernehmen und so wurde die Diözese Lavant zu dieser Zeit durch den Abt des Stiftes St. Paul im Lavanttal verwaltet. Das genaue Todesdatum von Bischof Georg und die Lage seiner Grabstätte sind nicht überliefert.